# 佐々木克巳
佐々木 克巳（ささき かつみ、1931年10月2日 - 2013年8月15日）は、西洋史学者、成蹊大学名誉教授。中世ヨーロッパ史が専門。

## 経歴
1931年、東京生まれ。1961年一橋大学大学院経済学研究科博士課程単位取得。増田四郎の指導を受けた。
卒業後は南山大学助教授、青山学院大学教授、1972年より成蹊大学経済学部教授をつとめた。1998年に定年退職し、名誉教授となった。2013年8月15日、心筋梗塞のため死去。81歳没。

## 受賞・栄典
- 2011年：瑞宝中綬章受勲[3]。

## 著書
- 「歴史家アンリ・ピレンヌの生涯」 創文社 1981年

## 翻訳
- アンリ・ピレンヌ「ヨーロッパ世界の誕生 マホメットとシャルルマーニュ」 
中村宏共訳 創文社<名著翻訳叢書> 1960、新版1980／講談社学術文庫、2020.7
- アンリ・ピレンヌ「中世都市 社会経済史的試論」 創文社<歴史学叢書> 1970／講談社学術文庫 2018.10
- 「古代から中世へ ピレンヌ学説とその検討」 創文社<歴史学叢書> 1975。編訳
- エーディト・エネン「ヨーロッパの中世都市」 岩波書店 1987.9
- アンリ・ピレンヌ「中世都市論集」 創文社<歴史学叢書> 1988.12
- アンリ・ピレンヌ「ヨーロッパの歴史 西ローマ帝国の解体から近代初頭まで」 創文社 1991.1
- エーディト・エネン「ヨーロッパ都市文化の創造」 知泉書館 2009.9

## 参考
- 紀伊国屋書店bookweb